# Heterogymna anterastes
Heterogymna anterastes är en fjärilsart som beskrevs av Diakonoff 1954. Heterogymna anterastes ingår i släktet Heterogymna och familjen Carposinidae. Inga underarter finns listade i Catalogue of Life.